# Messier 36
Messier 36 (také M36 nebo NGC 1960) je otevřená hvězdokupa v souhvězdí Vozky s magnitudou 6,0. Objevil ji Giovanni Batista Hodierna v roce 1654. Hvězdokupa je od Země vzdálená okolo 4 100 ly a její skutečný průměr je 14 ly.

## Pozorování

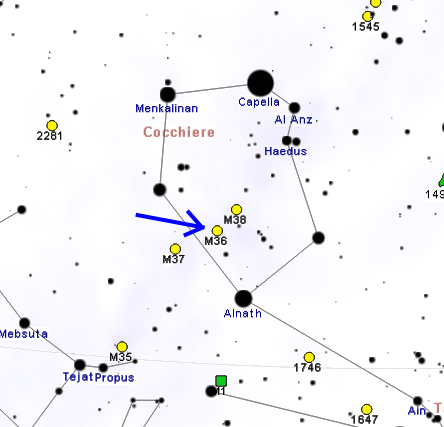
Poloha M 36 v souhvězdí Vozky.

M36 je možné snadno najít přibližně 6° jihozápadně od hvězdy Theta Aurigae s magnitudou 2,6 v oblasti bohaté na další otevřené hvězdokupy.
Díky své poloze je dobře pozorovatelná z celé severní polokoule, na které v zeměpisné šířce 34° dosahuje zenitu, zatímco na jižní polokouli nevychází příliš vysoko nad obzor, ale přesto je pozorovatelná ze všech obydlených oblastí Země. Na severní polokouli je hvězdokupa dobře viditelná vysoko na obloze během severních zimních nocí.
Hvězdokupa je viditelná i nejmenšími triedry a na zvlášť průzračné tmavé obloze může být na hranici viditelnosti pouhým okem. Menší triedry, jako například 7x30, dokážou hvězdokupu částečně rozložit, ale uprostřed zůstane mlhavá nerozlišená část. Triedr 10x50 ji rozloží lépe a 20x80 ukáže desítky hvězd s modrým odstínem. Dalekohled o průměru 120 mm pomůže rozlišit až 50 hvězd, zatímco při průměru 150 mm je již možné snadno rozeznat dvojhvězdu Struve 737, která leží uprostřed hvězdokupy. I mnoho dalších členů hvězdokupy je sdruženo do dvojic. Při průměru dalekohledu 200 mm je možné napočítat až 80 hvězd.
Blízko M36 se nachází další jasné hvězdokupy, například 4° jihovýchodně leží Messier 37 a 2° severozápadně Messier 38.

## Historie pozorování
Charles Messier tuto hvězdokupu pozoroval 2. září 1764,
její polohu určil pomocí hvězdy φ Aurigae a rozeznal její výhradně hvězdnou podstatu bez náznaku mlhoviny. Úplně prvním pozorovatelem a objevitelem hvězdokupy je ovšem Giovanni Batista Hodierna, který ji v roce 1654 ve svém spisu popsal jako mlhavou skvrnu, spolu se sousedními hvězdokupami M37 a M38, ale jeho zápisky byly nalezeny až v roce 1984. Guillaume Le Gentil ji nezávisle spoluobjevil zároveň s hvězdokupou M38. John Herschel v M36 objevil dvojhvězdu Struve 737 a prohlásil přitom, že by mohla být použita k ověření, zda se u tohoto typu otevřených hvězdokup vyskytují hvězdy v pohybu. Admirál Smyth M36 popsal jako "hvězdu, jejíž paprsky vycházejí z mnoha hvězd."

## Vlastnosti
M36 leží ve vzdálenosti přibližně 4 100 ly od Země v rameni Persea, které sousedí s ramenem Oriona směrem k okraji Galaxie. Při zdánlivém průměru hvězdokupy 12' je v uvažované vzdálenosti její skutečný průměr 14 ly.
M36 patří mezi velmi mladé hvězdokupy, její stáří se odhaduje na 25 milionů let. Proto také, na rozdíl od sousedních hvězdokup M37 a M38, neobsahuje žádné červené obry. Nejjasnější členové hvězdokupy jsou osmé magnitudy a nejvýraznější z nich je modrý obr deváté magnitudy a spektrální třídy B2. M36 je ústředním členem nejbližší podskupiny OB asociace Auriga OB1.
Potvrzených členů hvězdokupy je kolem 60 a podle výsledků spektrografického rozboru mají velkou rychlost otáčení. Podobně jako některé další otevřené hvězdokupy i tato vykazuje známky proběhlého hmotového rozdělení. Její radiální rychlost vzhledem ke Slunci je velmi nízká s hodnotou -1,18 ±4,6 kilometrů za sekundu.
Tato hvězdokupa se velmi podobá hvězdokupě Plejády a kdyby byly ve stejné vzdálenosti od Země, měly by přibližně stejnou zdánlivou hvězdnou velikost. Její celková svítivost je přibližně 5 000 svítivostí Slunce.
Předpokládá se, že jedna z jejích nejjasnějších OB hvězd byla vymrštěna z hvězdokupy, následně vybuchla před asi 40 tisíci roky jako supernova a zanechala po sobě pozůstatek označovaný jako Simeis 147, který je vidět jižně od hvězdokupy na hranicích souhvězdí Vozky a Býka. Původní odhady vzdálenosti tohoto pozůstatku byly 800 parseků,
ale novější výzkumy uvádějí větší vzdálenost 1 470 parseků, což je srovnatelné se vzdáleností M36 a potvrzuje to jejich příbuznost.